# Horst Mühlbradt
Horst Mühlbradt (* 18. Januar 1930 in Berlin; † 23. Februar 2011 in Nürnberg) war ein deutscher Jazzmusiker, Komponist und Arrangeur.

## Leben
Horst Mühlbradt erhielt seine musikalische Ausbildung durch Privatunterricht und 1949 am Klavier am Klindworth-Scharwenka-Konservatorium in Berlin. 1950 kam er nach Nürnberg. Dort spielte Mühlbradt bis in die 1960er Jahre als Pianist in der „Atlanta-Combo“. In Nürnberg lernte er auch Peter Herbolzheimer kennen. Seit 1955 war Mühlbradt anfänglich als Gitarrist, dann als Pianist, Perkussionist, Arrangeur, Komponist und Studiomusiker für viele Rundfunkanstalten tätig, von 1955 bis 1968 insbesondere als Gitarrist in der Bigband des Studios Nürnberg des Bayerischen Rundfunks, dazu im Nürnberger Opernhaus. Seit Anfang der 1960er Jahre spielte auch die „Horst-Mühlbradt-Combo“ gelegentlich im Bayerischen Rundfunk.
1968/69 wurde Horst Mühlbradt vom Intendanten des Deutschen Schauspielhauses Hamburg, Egon Monk, engagiert, wo er mit Hans Koller und Peter Herbolzheimer zusammenarbeitete. Außerdem war er für Rolf-Hans Müller (Südwestfunk-Orchester), Erwin Lehn (Südfunk-Tanzorchester), Kurt Edelhagen, Peter Herbolzheimers Rhythm Combination & Brass und die NDR Bigband tätig. Dabei kam es zur Zusammenarbeit u. a. mit Chet Baker, Stan Getz, Hans Koller, Frank Rosolino, Art Farmer, Ferdinand Povel, Dieter Reith und Herb Geller. Mühlbradt spielte seit 1977 als Pianist auch in Wolfgang Schlüters Quintett Swing Revival, das den Deutschen Schallplattenpreis errang. Weiterhin trat er mit dem Acoustic Art Trio, dem Günter Fuhlisch-Ladi Geisler Quintett, dem Swingtett und anderen Formationen um Ladi Geisler auf.
Mühlbradt komponierte auch Filmmusiken für die Filmkomödie Brennende Betten, das Drama Nicht nichts ohne dich und den Kurz-Spielfilm Der Anschlag.
Daneben unterrichtete Horst Mühlbradt auch elf Jahre von 1985 bis Ende 1996 als Musikdozent für Klavier und Arrangement am Hamburger Konservatorium. Er wohnte und arbeitete vierzig Jahre in Alveslohe bei Hamburg. Mühlbradt verstarb wenige Monate nach seiner Frau nach langer schwerer Krankheit in Nürnberg.

## Auszeichnungen
- 1981 - Zweiter Preis beim „Seventh EBU Competition for New Music for Bands“ in der „A“-Category of Marches der European Broadcasting Union (EBU) für die Komposition „Arena“, Preisgeld: 2.000 Schweizer Franken (Auftragskomposition für das NDR-Orchester, Hannover)[4]
- 1983 - Dritter Preis der European Broadcasting Union (EBU) für die Komposition „Picnic for Five“, Preisgeld: 1.500 Schweizer Franken (Auftragskomposition für das SWF-Orchester, Baden-Baden. Der erste Preis wurde nicht vergeben, der zweite Preis ging an die BBC.)[5]
- 2004 - „Archtop-Germany CD des Jahres“ für die CD „Filigran“ des „Acoustic Art Trios“ mit Horst Mühlbradt Piano, Klaus Sye an der Gitarre und Joachim Gerth Kontrabass[6]

## Werke (Auswahl)

### Diskografie
- Peter Herbolzheimer Rhythm Combination & Brass: Wide Open. Mit Art Farmer – trumpet, Palle Mikkelborg – trumpet, Rick Kiefer – trumpet, Ack van Rooyen – trumpet, Philip Catherine – guitar, Herb Geller - sax, flute, Jiggs Whigham – trombone, Åke Persson – trombone, Peter Herbolzheimer – trombone, Rudi Fuesers – trombone, Dieter Reith - elec. piano, organ, Niels-Henning Ørsted Pedersen – bass, Tony Inzalaco – drums, Sabu Martinez - conga, Horst Mühlbradt - percussion & piano. MPS 1973
- Peter Herbolzheimer Rhythm Combination & Brass: “Waitaminute”. mit u. a. Dieter Reith, Piano, Organ; Horst Mühlbradt, Piano, Percussion; Peter Herbolzheimer, Trombone. MPS Records, 1973
- Carl Michael Bellman: Lieder. CD. Künstler: Harald Juhnke, Hans Heider, Herb Geller, Benny Bailey, Horst Mühlbradt u. a., Label: Documents, AAD, 76[7]
- Peter Herbolzheimer Rhythm Combination & Brass & Inga Rumpf: Hip Walk, Besetzung: u. a. Keyboards: Dieter Reith, Horst Mühlbradt, Rob Franken; Orgel: Horst Mühlbradt. Polydor Records, 1976
- Swing Revival, mit Stefan von Dobrzynski, cl, Wolfgang Schlüter, vib, Lucas Lindholm, b, Charly Antolini, dr, Horst Mühlbradt, p. Koala Records, 1985
- Acoustic Art Trio: „Filigran“, mit Horst Mühlbradt, p, Klaus Sye, g, und Joachim Gerth, b. Pagoden Records, 2004

### Arrangements
- Chet Baker: The Last Great Concert: My Favorite Songs. Vol. I & II (1 h 34 min), Enja, 2CDs, 1988[8]
- NDR-Bigband: „Good Vibration“. Leitung: Dieter Glawischnig, Arrangements: Wolfgang Schlüter, Rob Pronk und Horst Mühlbradt. LC 8630, Extra Records 11522, 1990 und 1994[9]

## Filmografie
- 1984: Der Anschlag
- 1985: Nicht nichts ohne Dich
- 1988: Brennende Betten (Komödie), 2004 auch als DVD[10]